# 櫛渕万里
櫛渕 万里（くしぶち まり、1967年〈昭和42年〉10月15日 - ）は、日本の政治家。れいわ新選組所属の衆議院議員（3期）。れいわ新選組共同代表。ピースボート元事務局長。

## 来歴
1967年（昭和42年）10月15日、 群馬県沼田市に生まれる。沼田市立沼田小学校、沼田市立沼田中学校、群馬県立沼田女子高等学校卒業。
1991年（平成3年）3月 、立教大学社会学部卒業。同年、ピースボートの職員となる。後に事務局長に就任。
1995年（平成7年）、田中秀征（新党さきがけ）の「さきがけ塾」専修科生となる。

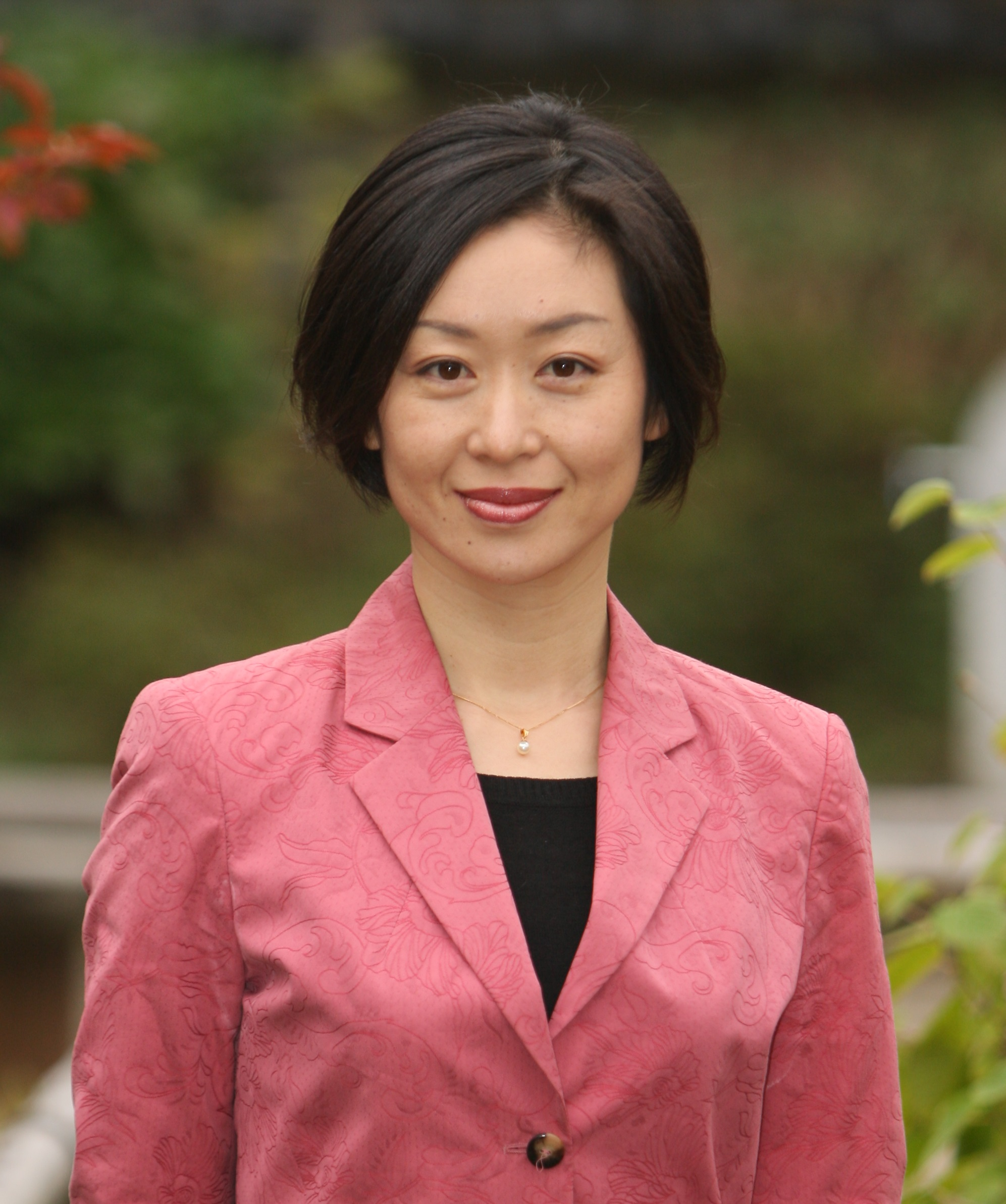
2007年

2006年（平成18年）、民主党国会議員候補公募試験に合格、2008年（平成20年）3月にピースボートを退職する。
2009年（平成21年）8月30日の第45回衆議院議員総選挙に民主党公認で東京23区から出馬。自由民主党の伊藤公介を破り初当選した。
2011年（平成23年）8月26日、菅直人首相が民主党代表辞任を正式に表明。菅の辞任に伴う代表選挙（8月29日実施）では馬淵澄夫の推薦人に名を連ねた。
2012年（平成24年）12月16日の第46回衆議院議員総選挙は、日本維新の会の伊藤俊輔、みんなの党新人、日本共産党新人、日本未来の党新人との間で野党票が分散し、次点で落選。比例復活もならなかった。
2014年（平成26年）12月14日の第47回衆議院議員総選挙に再び立候補したが、ここでも維新の党の伊藤俊輔、日本共産党新人との間で票が分散し、次点で落選。比例復活もならなかった。
2016年（平成28年）3月27日、民主党と維新の党が合併し民進党を結成。櫛渕も同党に参加。
2017年（平成29年）9月28日、民進党は希望の党への合流を決定。9月29日、希望の党の小池百合子代表は、安保法制や憲法改正などで政策が一致しない公認希望者について「排除いたします」と明言した。9月30日、民進党の前職、元職計15人の「排除リスト」が出回り、その中には櫛渕の名前もあった。10月2日、枝野幸男は記者会見し、「立憲民主党」を結党すると表明。「一貫して護憲を訴えたリベラル派」（東京新聞）と評された櫛渕であったが、枝野、長妻昭らが立ち上げた新党に加わる意思はなかった。10月3日、自由党の小沢一郎共同代表は第48回衆議院議員総選挙に無所属で立候補すると表明し、同党は衆院選候補者に公認を出さないことが発表された。自由党千葉3区総支部長で元衆議院議員の岡島一正は公認先を模索することとなるが、同日午後、希望の党が同選挙区に櫛渕を送り込んだことが早くも明らかとなった。10月6日、立憲民主党は岡島を公認したと発表した。
同年10月22日の第48回衆議院議員総選挙に希望の党公認で千葉3区から立候補。自民党の松野博一が当選。次点の岡島は比例復活で当選。3番目の櫛渕は比例復活もならず落選した。
2020年（令和2年）2月17日、れいわ新選組が次期衆院選に櫛渕を東京22区に擁立すると発表した。
2021年（令和3年）10月31日の第49回衆議院議員総選挙に東京22区から立候補したが、自民党の伊藤達也に敗れ4人中3位で落選した。れいわ新選組は比例東京ブロックで1議席を獲得。単独比例1位だった代表の山本太郎が当選し、名簿の登載順位2位だった櫛渕は次点で落選した。
2022年（令和4年）4月15日、れいわ新選組代表の山本太郎衆議院議員が細田博之衆議院議長へ辞職願を提出。同日午後の記者会見で、党勢拡大のための辞職と説明し、次期参院選に立候補する意向を表明した。これに伴い、同月27日の選挙会で次点で落選した櫛渕の繰り上げ当選が決定、翌28日に中央選挙管理会による当選の告示の日から効力が生じ、衆議院議員となった。衆議院内閣委員会に所属。
2022年12月18日、れいわ新選組の代表選挙に大石晃子との共同陣営として立候補したが、山本に敗れ落選。翌19日、山本は櫛渕と大石を党共同代表に指名した。

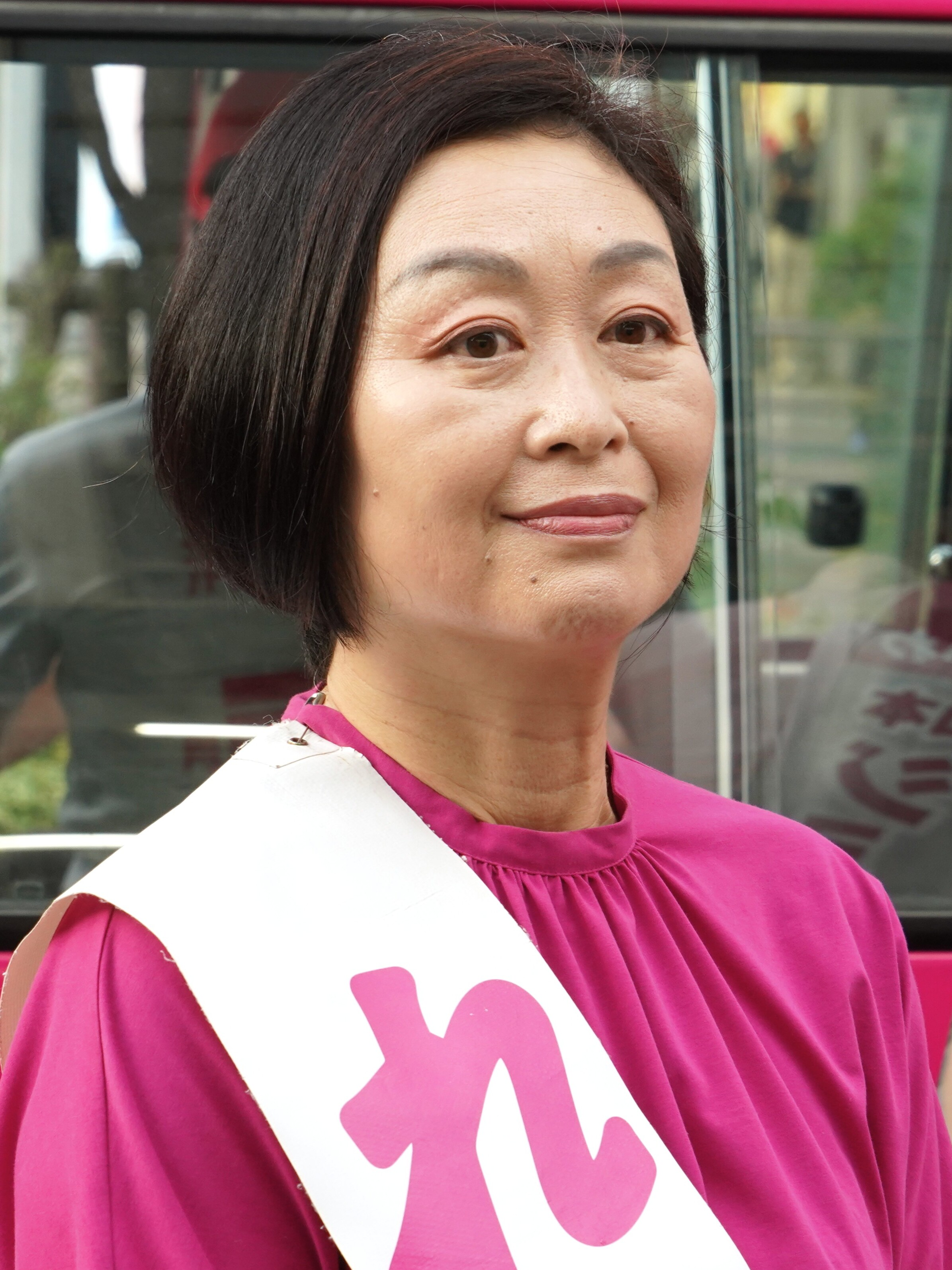
2025年

2023年（令和5年）5月18日、衆議院本会議において鈴木俊一財務大臣への不信任決議案を採決する際、壇上で細田議長の制止にも従わず「与党も野党も茶番!」と書かれたプラカードを掲げながら読み上げた。この示威行為に対し、行動を問題視した自民党、立憲民主党、日本維新の会、公明党、国民民主党の5党が櫛渕に対する懲罰動議を翌19日に衆議院に提出、同月25日の衆議院本会議で動議が可決されて懲罰委員会に付託された。同月31日の懲罰委員会で櫛渕に対する「登院停止10日間」の懲罰案が可決（立憲民主党は「戒告」を提案した）され、翌6月1日の衆議院本会議で賛成多数（立憲民主党、日本共産党、れいわ新選組は反対）で可決され、10日までの登院禁止が正式に決定した。衆議院における懲罰事犯は2007年6月に民主党（当時）の内山晃に下された「登院禁止30日間」の処分以来、約16年ぶりとなった（参議院では2023年3月にガーシー（東谷義和）に対する「公開議場における陳謝」「除名」の2件の懲罰が下されており、国会全体としては本年通算3件目）。
2024年（令和6年）4月4日、次期衆院選の予定立候補地を東京14区（新）に変更することが発表された。2024年10月27日の第50回衆議院議員総選挙の結果、東京14区では得票率12.14%の3位で敗れたものの比例復活で3選。

## 政策・主張

### 憲法
- 憲法改正について、2017年のアンケートで「賛成」と回答。改正すべき項目として、地方自治、環境権、情報公開を挙げた[39]。2021年のアンケートで「どちらかといえば反対」と回答[40]。

- 9条改憲について、2014年の毎日新聞社のアンケートで「反対」と回答[41]。憲法9条への自衛隊の明記について、2021年のアンケートで「どちらかといえば反対」と回答[42]。

- 憲法を改正し緊急事態条項を設けることについて、2021年の毎日新聞社のアンケートで「反対」と回答[43]。

### 外交・安全保障
- 安全保障関連法の成立について、2017年のアンケートで「どちらとも言えない」と回答[39]。

- 「他国からの攻撃が予想される場合には敵基地攻撃もためらうべきではない」との問題提起に対し、2017年のアンケートで「どちらかと言えば反対」と回答[39]。2021年のアンケートで「反対」と回答[40]。

- 「北朝鮮に対しては対話よりも圧力を優先すべきだ」との問題提起に対し、2017年のアンケートで「どちらとも言えない」と回答[39]。2021年のアンケートで「どちらかと言えば反対」と回答[40]。

- 普天間基地の辺野古移設について、2021年のアンケートで「反対」と回答[40]。

- 日本による過去の植民地支配と侵略を認めて謝罪した「村山談話」の見直し論議について、2014年の毎日新聞社のアンケートで「見直すべきでない」と回答[41]。

- 従軍慰安婦に対する旧日本軍の関与を認めた「河野談話」の見直し論議について、2014年の毎日新聞社のアンケートで「見直すべきでない」と回答[41]。

- 徴用工訴訟などの歴史問題をめぐる日韓の関係悪化についてどう考えるかとの問いに対し、2021年の毎日新聞社のアンケートで「より柔軟な態度で臨む」と回答[43]。

- 日本の核武装について、2021年の毎日新聞社のアンケートで「将来にわたって検討すべきではない 」と回答[43]。

### ジェンダー
- 選択的夫婦別姓制度の導入について、2017年、2021年のアンケートで「賛成」と回答[39][40]。

- 同性婚を可能とする法改正について、2017年のアンケートで「どちらかと言えば賛成」と回答[39]。2021年のアンケートで「賛成」と回答[42]。

- 「LGBTなど性的少数者をめぐる理解増進法案を早期に成立させるべきか」との問題提起に対し、2021年のアンケートで「賛成」と回答[40]。

- クオータ制の導入について、2021年のアンケートで「賛成」と回答[42]。

### その他
- アベノミクスについて、2017年のアンケートで「評価しない」と回答[39]。

- 安倍内閣による森友学園問題・加計学園問題への対応について、2017年のアンケートで「評価しない」と回答[39]。

- 森友学園への国有地売却をめぐる公文書改竄問題で、2021年5月6日、国は「赤木ファイル」の存在を初めて認めた[44]。しかし5月13日、菅義偉首相はファイルの存在を踏まえた再調査を行わない考えを報道各社に書面で示した[45]。9月の自民党総裁選挙で総裁に選出された岸田文雄も10月11日、衆議院本会議の代表質問で再調査の実施を否定した[46]。国の対応をどう考えるかとの同年の毎日新聞社のアンケートに対し「さらに調査や説明をすべきだ」と回答[43]。

- 「原子力発電への依存度について今後どうするべきか」との問題提起に対し、2021年のアンケートで「ゼロにすべき」と回答[42]。

- 「『道徳』を小中学校の授業で教え、子供を評価することに賛成か、反対か」との問いに対し、2014年の毎日新聞社のアンケートで選択肢以外の回答をした[41]。

- 消費税廃止を掲げ[47]、新型コロナウイルス対策としての消費税率の一時的な引き下げにも「必要」と回答[42]。
  - 2025年2月3日の衆議院・予算委員会では、石破茂総理に対して、直々に物価高対策としての消費税廃止を提唱したが、石破は消費税が社会保障の財源であることを理由に応じなかった[48]。

## 所属する団体・議員連盟
- 北東アジア非核兵器地帯を推進する国際議員連盟[49]

## 著書・寄稿
- 『戦後日本スタディーズ(3)80年代』（共著、紀伊國屋書店、2008年12月16日）
- 『世界』臨時別冊NO.816 新冷戦でなく、共存共生の東アジアを（岩波書店、2011年3月号）
- 『脱原発議員です ～新しい国のかたち、経済のかたち、暮らしのかたち』（彩流社、2012年11月15日）

## 人物
- 趣味・特技はスキー（SAJ１級）、スキューバダイビング、水泳、旅行[4]

## 選挙歴
| 当落 | 選挙                   | 執行日         | 年齢 | 選挙区       | 政党         | 得票数     | 得票率 | 定数 | 得票順位 /候補者数 | 政党内比例順位 /政党当選者数 |
| ---- | ---------------------- | -------------- | ---- | ------------ | ------------ | ---------- | ------ | ---- | ------------------ | ---------------------------- |
| 当   | 第45回衆議院議員総選挙 | 2009年08月30日 | 41   | 東京都第23区 | 民主党       | 16万8346票 | 54.40% | 1    | 1/4                | /                            |
| 落   | 第46回衆議院議員総選挙 | 2012年12月16日 | 45   | 東京都第23区 | 民主党       | 6万3969票  | 22.12% | 1    | 2/6                | 7/3                          |
| 落   | 第47回衆議院議員総選挙 | 2014年12月14日 | 47   | 東京都第23区 | 民主党       | 6万3706票  | 25.04% | 1    | 2/4                | 18/3                         |
| 落   | 第48回衆議院議員総選挙 | 2017年10月22日 | 50   | 千葉県第3区  | 希望の党     | 2万2962票  | 14.31% | 1    | 3/3                | 22/4                         |
| 繰当 | 第49回衆議院議員総選挙 | 2021年10月31日 | 54   | 東京都第22区 | れいわ新選組 | 3万1981票  | 11.41% | 1    | 3/4                | 2/1                          |
| 比当 | 第50回衆議院議員総選挙 | 2024年10月27日 | 57   | 東京都第14区 | れいわ新選組 | 2万5328票  | 12.14% | 1    | 3/7                | 1/1                          |